# Black Bird/Tiny Dancers/思い出は奇麗で
「Black Bird/Tiny Dancers/思い出は奇麗で」（ブラック・バード／タイニー・ダンサーズ／おもいではきれいで）は、Aimerの15枚目シングル。2018年9月5日にSME Recordsから発売された。

## 概要
Aimerとしては、14枚目のシングル「Ref:rain/眩いばかり」以来約半年ぶりのリリースとなった。また、13枚目のシングル「ONE/花の唄/六等星の夜 Magic Blue ver.」以来のトリプルA面シングルである。CD発売に先駆けて同年9月3日には、iTunes、レコチョクなどの主要音楽配信サイトで先行配信も行われた。
「Black Bird」は、土屋太鳳と芳根京子が主演を務める実写映画『累 -かさね-』の主題歌である。Aimerが実写映画の主題歌を担当するのは、初となった。また、同映画の公開日である9月7日はAimerのデビュー7周年記念日とも重なるため、本シングルは「思い出」をコンセプトとしたメモリアルなものとなっている。
「Tiny Dancers」は13枚目のシングルの「ONE」に続くアップテンポナンバーで、『Sony Music presents 全国作曲コンクール』から選出された楽曲となった。
「思い出は奇麗で」は、2018年6月の父の日に合わせてYouTubeの公式チャンネルで初公開された楽曲。同曲のみ、8月に単独で先行配信が行われた。
「今日から思い出」は5枚目のシングル「RE:I AM」のカップリングとして収録された楽曲で、本シングルではセルフカバーバージョンとして収録されている。
CDは通常盤、DVDが付属する初回生産限定盤、完全生産限定盤(ファンクラブ限定盤)の3形態で発売される。

## 収録曲

### 通常盤
1. Black Bird
作詞:aimerrhythm 作曲:飛内将大 編曲:玉井健二、百田留衣
2. Tiny Dancers
作詞:aimerrhythm、高橋奎 作曲:高橋奎 編曲:玉井健二、飛内将大
3. 思い出は奇麗で
作詞:aimerrhythm 作曲:飛内将大 編曲:玉井健二、百田留衣
4. 今日から思い出 Evergreen ver.
作詞:aimerrhythm 作曲:飛内将大 編曲:玉井健二、飛内将大

### 初回生産限定盤
CD
1. Black Bird
2. Tiny Dancers
3. 思い出は奇麗で
4. 今日から思い出 Evergreen ver.
5. Black Bird (Movie ver.)

DVD
1. Black Bird MV (Movie ver.)
2. Ref:rain MV

### 完全生産限定盤 (ファンクラブ限定盤)
CD
1. Black Bird
2. Tiny Dancers
3. 思い出は奇麗で
4. 今日から思い出

DVD
1. 蝶々結び (LIVE)
2. 思い出は奇麗で MV (Father's day edit)